# Sor (Ariège)
Sor ist eine französische Gemeinde mit 28 Einwohnern (Stand 1. Januar 2022) im Département Ariège in der Region Okzitanien. Sie gehört zum Kanton Couserans Ouest und zum Arrondissement Saint-Girons.
Nachbargemeinden sind Argein im Nordwesten, Audressein im Nordosten und Salsein im Süden.

## Bevölkerungsentwicklung
| Jahr      | 1962 | 1968 | 1975 | 1982 | 1990 | 1999 | 2008 | 2016 |
| --------- | ---- | ---- | ---- | ---- | ---- | ---- | ---- | ---- |
| Einwohner | 28   | 21   | 22   | 23   | 28   | 33   | 31   | 29   |